# Austrochloris
Austrochloris Lazarides é um género botânico pertencente à família Poaceae, subfamília Chloridoideae, tribo Cynodonteae.
Suas espécies são nativas da Australásia.

## Espécies
- Austrochloris dichanthioides (Everist) Lazarides
- Austrochloris dichanthoides (Everist) Lazarides